# Gran Premio motociclistico di Germania 1972
Il Gran Premio motociclistico di Germania fu l'appuntamento inaugurale del motomondiale 1972 e la 36ª edizione del Gran Premio motociclistico di Germania.
Si svolse il 29 (in cui corsero 50 e 350) e il 30 aprile 1972 sul Nürburgring, circuito che si alternava con quello di Hockenheim nell'ospitare la gara, e corsero tutte le classi. L'affluenza di pubblico venne quantificata in circa 150.000 spettatori.
Tutti diversi i vincitori delle varie classi: in classe 500 si impose Giacomo Agostini su MV Agusta, in 350 Jarno Saarinen (davanti ad "Ago"), in 250 Hideo Kanaya (entrambi su Yamaha), in 125 si impose Gilberto Parlotti su Morbidelli (la vittoria di Parlotti fu così schiacciante che i rivali fecero reclamo chiedendo di verificare la cilindrata della moto del triestino, rivelatasi regolare) e in 50 Jan de Vries su Kreidler.
Tra le motocarrozzette giunse primo al traguardo l'equipaggio Siegfried Schauzu/Wolfgang Kalauch su BMW.

## Classe 500
Fonte.

### Arrivati al traguardo
| Pos. | Pilota                | Moto        | Tempo      | Punti |
| ---- | --------------------- | ----------- | ---------- | ----- |
| 1    | Giacomo Agostini      | MV Agusta   | 1h 07:56.4 | 15    |
| 2    | Alberto Pagani        | MV Agusta   | + 53" 9    | 12    |
| 3    | Kim Newcombe          | König       | +2:48.9    | 10    |
| 4    | Dave Simmonds         | Kawasaki    | +2:58.0    | 8     |
| 5    | Ernst Hiller          | König       | +2:58.7    | 6     |
| 6    | Bosse Granath         | Husqvarna   | +3:03.5    | 5     |
| 7    | Jack Findlay          | JADA-Suzuki | +3:18.7    | 4     |
| 8    | Billie Nelson         | Honda       | +3:19.9    | 3     |
| 9    | Ken Araoka            | Kawasaki    | +3:26.6    | 2     |
| 10   | Lothar John           | Yamaha      | +4:14.7    | 1     |
| 11   | Bruno Kneubühler      | Yamaha      |            |       |
| 12   | Sven-Olov Gunnarsson  | Kawasaki    |            |       |
| 13   | Keith Turner          | Suzuki      |            |       |
| 14   | Kurt-Ivan Carlsson    | Yamaha      |            |       |
| 15   | Jerry Lancaster       | Yamaha      |            |       |
| 16   | Walter Rüngg          | Aermacchi   |            |       |
| 17   | Hans-Jürgen Rothbrust | Yamaha      |            |       |
| 18   | Heinz Schmid          | Suzuki      |            |       |
| 19   | Horst Dzierzawa       | Yamaha      |            |       |
| 20   | Kaarlo Koivuniemi     | Kawasaki    |            |       |
| 21   | Kurt-Harald Florin    | König       |            |       |
| 22   | Werner Giger          | Kawasaki    |            |       |
| 23   | Börje Andersson       | Honda       |            |       |
| 24   | Udo Kochanski         | BMW         |            |       |
| 25   | Will Bertsch          | Kawasaki    |            |       |
| 26   | Sten-Gunar Jansson    | Kawasaki    |            |       |
| 27   | Ted Janssen           | Suzuki      |            |       |
| 28   | Michael Schmid        | Yamaha      |            |       |
| 29   | Otto Labitzke         | Honda       |            |       |
| 30   | Paul Eickelberg       | König       |            |       |

### Ritirati
| Pilota              | Moto     |
| ------------------- | -------- |
| Wil Hartog          | Riemanoc |
| Klaus Huber         | Kawasaki |
| Steve Ellis         | Yamaha   |
| Charlie Dobson      | Kawasaki |
| Derek Lee           | Suzuki   |
| Karl Auer           | Kawasaki |
| Christian Bourgeois | Yamaha   |
| Peter Breingan      | Honda    |
| Rob Bron            | Suzuki   |
| Jean Campiche       | Linto    |
| Cliff Carr          | Kawasaki |
| Maurice Hawthorne   | Kawasaki |
| Gyula Marsovszky    | Linto    |
| Eric Offenstadt     | Kawasaki |
| Hans-Otto Butenuth  | BMW      |
| Rudolf Fröhling     | Honda    |
| Gerhard Heukerott   | Benelli  |
| Ewald Hüttelin      | Kawasaki |
| Walter Kaletsch     | Yamaha   |
| Wolfgang Stephan    | Honda    |
| Jupp Tröblinger     | König    |
| Peter Stocksiefen   | Honda    |
| Godfrey Nash        | Honda    |
| Hans-Josef Martinek | CZ       |

## Classe 350

### Arrivati al traguardo (posizioni a punti)
| Pos. | Pilota            | Moto      | Tempo        | Punti |
| ---- | ----------------- | --------- | ------------ | ----- |
| 1    | Jarno Saarinen    | Yamaha    | 1h 08' 03" 2 | 15    |
| 2    | Giacomo Agostini  | MV Agusta | +5" 4        | 12    |
| 3    | Hideo Kanaya      | Yamaha    | +56" 1       | 10    |
| 4    | Walter Sommer     | Yamaha    | +2' 11"      | 8     |
| 5    | Renzo Pasolini    | Aermacchi | +2' 24" 7    | 6     |
| 6    | Teuvo Länsivuori  | Yamaha    | +3' 22" 7    | 5     |
| 7    | László Szabó      | Yamaha    | +3' 39" 7    | 4     |
| 8    | Alberto Pagani    | MV Agusta |              | 3     |
| 9    | Werner Pfirter    | Yamaha    |              | 2     |
| 10   | Peter Stocksiefen | Yamaha    |              | 1     |

## Classe 250
Tra i ritirati della corsa Renzo Pasolini.

### Arrivati al traguardo (posizioni a punti)
| Pos | Pilota            | Moto   | Tempo      | Punti |
| --- | ----------------- | ------ | ---------- | ----- |
| 1   | Hideo Kanaya      | Yamaha | 59' 43" 5  | 15    |
| 2   | Dieter Braun      | Maico  | + 18" 6    | 12    |
| 3   | Jarno Saarinen    | Yamaha | + 40" 5    | 10    |
| 4   | Oronzo Memola     | Yamaha | + 52" 7    | 8     |
| 5   | John Dodds        | Yamaha | + 54" 5    | 6     |
| 6   | Rodney Gould      | Yamaha | + 1' 16" 5 | 5     |
| 7   | Chas Mortimer     | Yamaha | + 1' 20" 4 | 4     |
| 8   | Werner Pfirter    | Yamaha | + 1' 29" 0 | 3     |
| 9   | Teuvo Länsivuori  | Yamaha |            | 2     |
| 10  | Peter Stocksiefen | Yamaha |            | 1     |

## Classe 125
Il detentore del titolo dell'anno precedente, Ángel Nieto, non poté prendere il via a causa della caduta rimediata nella gara della classe 250 (la sua Derbi aveva grippato al "Karussel", sbandando e urtando una Yamaha che colpì lo spagnolo in pieno volto); Nieto, rocambolescamente fuggito dall'ospedale di Adenau, si ripresentò in pista ma la commissione medica non gli consentì di prendere il via.

### Arrivati al traguardo (posizioni a punti)
| Pos | Pilota            | Moto       | Tempo      | Punti |
| --- | ----------------- | ---------- | ---------- | ----- |
| 1   | Gilberto Parlotti | Morbidelli | 51' 40" 5  | 15    |
| 2   | Chas Mortimer     | Yamaha     | + 15" 6    | 12    |
| 3   | Börje Jansson     | Maico      | + 15" 9    | 10    |
| 4   | Dave Simmonds     | Kawasaki   | + 41" 6    | 8     |
| 5   | Kent Andersson    | Yamaha     | +3' 02" 9  | 6     |
| 6   | Gert Bender       | Maico      | + 3' 16" 0 | 5     |
| 7   | László Szabó      | MZ         | + 3' 27" 8 | 4     |
| 8   | Cees van Dongen   | Yamaha     | + 3' 37" 6 | 3     |
| 9   | Walter Rungg      | Yamaha     | + 3' 55" 3 | 2     |
| 10  | Matti Salonen     | Yamaha     | + 4' 08" 5 | 1     |

## Classe 50

### Arrivati al traguardo (posizioni a punti)
| Pos | Pilota             | Moto     | Tempo     | Punti |
| --- | ------------------ | -------- | --------- | ----- |
| 1   | Jan de Vries       | Kreidler | 35' 28" 6 | 15    |
| 2   | Ángel Nieto        | Derbi    | +9" 3     | 12    |
| 3   | Börje Jansson      | Jamathi  | +58" 1    | 10    |
| 4   | Harald Bartol      | Kreidler | +1' 26" 7 | 8     |
| 5   | Gerhard Thurow     | Kreidler | +1' 47" 9 | 6     |
| 6   | Jan Bruins         | Kreidler | +2' 56" 3 | 5     |
| 7   | Hans-Jürgen Hummel | Kreidler |           | 4     |
| 8   | Lars Persson       | Monark   |           | 3     |
| 9   | Roland Schuster    | Kreidler |           | 2     |
| 10  | Rolf Minhoff       | Maico    |           | 1     |

## Classe sidecar
Per le motocarrozzette si trattò della 132ª gara effettuata dall'istituzione della classe nel 1949; si sviluppò su 5 giri, per una percorrenza di 114 km.
Giro più veloce di Siegfried Schauzu/Wolfgang Kalauch (BMW) in 10'29.2.

### Arrivati al traguardo (posizioni a punti)
| Pos | Pilota                | Passeggero         | Moto | Tempo Distacco | Punti |
| --- | --------------------- | ------------------ | ---- | -------------- | ----- |
| 1   | Siegfried Schauzu     | Wolfgang Kalauch   | BMW  | 53'06"4        | 15    |
| 2   | Heinz Luthringshauser | Hans-Jürgen Cusnik | BMW  | 54'34"1        | 12    |
| 3   | Richard Wegener       | Adi Heinrichs      | BMW  | 54'34"6        | 10    |
| 4   | Georg Auerbacher      | Hermann Hahn       | BMW  |                | 8     |
| 5   | Graham Milton         | John Thornton      | BMW  |                | 6     |
| 6   | Tony Wakefield        | Alex MacFadzean    | BMW  |                | 5     |
| 7   | Wolfgang Klenk        | Norbert Scherer    | BMW  |                | 4     |
| 8   | Walter Ohrmann        | Bernd Grube        | BMW  |                | 3     |
| 9   | Michel Pourcelet      | Claude Domin       | BMW  |                | 2     |
| 10  | Jeff Gawley           | Frank Knights      | BMW  |                | 1     |